# Enas Al-Ghoul
Enas Al-Ghoul (Jan Yunis, 1974) es una ingeniera agrícola palestina especializada en el desarrollo rural y ambiental en la Franja de Gaza. Ha creado proyectos de reciclaje de materiales de desechos y ha desarrollado dispositivos alimentados con energía solar para abordar los desafíos de agua y energía durante las crisis humanitarias. Fue reconocida como una de las 100 mujeres más influyentes del mundo por la BBC.

## Trayectoria
En 2020, Al-Ghoul inició un proyecto llamado "Ibra wa Sinara" ("Aguja e hilo"), centrado en el reciclaje de materiales de desecho como tela, cuero, madera y metal. El proyecto empleó a cinco mujeres, incluidas dos con discapacidad auditiva. Producía artículos como ropa, bolsos y muebles con los desechos textiles y de cuero más frecuentes en la Franja de Gaza. Promovió la conciencia ambiental y el reciclaje a través de talleres comunitarios y sesiones de capacitación.
Tres años después, en 2023, amplió sus esfuerzos de reciclaje introduciendo programas de capacitación adicionales y reuniones comunitarias dirigidas a mujeres en áreas rurales. Los talleres enseñaron técnicas de reciclaje y los beneficios ambientales asociados. Se enfrentó a desafíos logísticos, como la disponibilidad limitada de electricidad en Gaza, que restringió sus operaciones a las horas en que había electricidad disponible.
Tras el conflicto en Gaza en octubre de 2023, Al-Ghoul desarrolló un dispositivo de desalinización alimentado con energía solar utilizando materiales simples como madera, vidrio y lona. El dispositivo fue diseñado para convertir el agua de mar en agua potable, abordando así la escasez de agua limpia causada por la destrucción de la infraestructura en Khan Yunis. También creó una cocina que funciona con energía solar y continuó produciendo artículos a partir de materiales reciclados para ayudar a las personas desplazadas.

## Reconocimientos
En diciembre de 2024, fue incluida en la lista BBC 100 Women más influyentes del año.